# سرغودها
سرغودها (بالبنجابية والأردية: سرگودها) تُعرف أيضًا بمدينة النسور. هي المركز  الإداري لمقاطعة سرغودها توجد في إقليم البنجاب في باكستان وتقع في الترتيب 11 في قائمة أكثر المدن الباكستانية من حيث عدد السكان.
 وتعتبر واحدة من أسرع المدن نموًا في باكستان.

## المناخ
يظهر الجدول التالي التغييرات المناخية على مدار السنة لسرغودها:
| البيانات المناخية لـسرغودها        | البيانات المناخية لـسرغودها | البيانات المناخية لـسرغودها | البيانات المناخية لـسرغودها | البيانات المناخية لـسرغودها | البيانات المناخية لـسرغودها | البيانات المناخية لـسرغودها | البيانات المناخية لـسرغودها | البيانات المناخية لـسرغودها | البيانات المناخية لـسرغودها | البيانات المناخية لـسرغودها | البيانات المناخية لـسرغودها | البيانات المناخية لـسرغودها | البيانات المناخية لـسرغودها |
| الشهر                              | يناير                       | فبراير                      | مارس                        | أبريل                       | مايو                        | يونيو                       | يوليو                       | أغسطس                       | سبتمبر                      | أكتوبر                      | نوفمبر                      | ديسمبر                      | المعدل السنوي               |
| ---------------------------------- | --------------------------- | --------------------------- | --------------------------- | --------------------------- | --------------------------- | --------------------------- | --------------------------- | --------------------------- | --------------------------- | --------------------------- | --------------------------- | --------------------------- | --------------------------- |
| متوسط درجة الحرارة الكبرى °م (°ف)  | 20 (68)                     | 22 (72)                     | 26 (79)                     | 32 (90)                     | 38 (100)                    | 39 (102)                    | 38 (100)                    | 37 (99)                     | 36 (97)                     | 32 (90)                     | 26 (79)                     | 22 (72)                     | 30.6 (87.1)                 |
| متوسط درجة الحرارة الصغرى °م (°ف)  | 8 (46)                      | 11 (52)                     | 15.5 (59.9)                 | 19 (66)                     | 25 (77)                     | 27 (81)                     | 26 (79)                     | 26 (79)                     | 25 (77)                     | 20 (68)                     | 14 (57)                     | 9 (48)                      | 18.8 (65.8)                 |
| الهطول مم (إنش)                    | 18 (0.7)                    | 36 (1.4)                    | 24 (0.9)                    | 13 (0.5)                    | 17 (0.7)                    | 48 (1.9)                    | 82 (3.2)                    | 87 (3.4)                    | 43 (1.7)                    | 9 (0.4)                     | 11 (0.4)                    | 12 (0.5)                    | 400 (15.7)                  |
| متوسط أيام هطول الأمطار (≥ 1.0 mm) | 5                           | 4                           | 5                           | 4                           | 3                           | 3                           | 7                           | 7                           | 4                           | 1                           | 1                           | 1                           | 45                          |
| المصدر: Weather2,                  |                             |                             |                             |                             |                             |                             |                             |                             |                             |                             |                             |                             |                             |

## أعلام
- حافظ محمد سعيد
- نيلو
- رياض بصرة
- محمد حسين النجفي
- ذو الفقار علي بهتي
- ثناء الله الآمر تسري